# Forza Horizon 5
Forza Horizon 5 – komputerowa gra wyścigowa w otwartym świecie, stworzona przez brytyjskie studio Playground Games. Gra została wydana 9 listopada 2021 r. na Xbox One, Xbox Series X/S, Microsoft Windows oraz  PlayStation 5. Akcja rozgrywa się w świecie stylizowanym na Meksyk.